# Azteca aesopus
Azteca aesopus este o specie de  este o specie de  este o specie de furnică din genul Azteca.  Descrisă de Auguste-Henri Forel în 1908, specia este endemică pentru Brazilia.